# شو ساساکی (بدمینتون‌باز)
شو ساساکی (انگلیسی: Sho Sasaki؛ زادهٔ ۳۰ ژوئن ۱۹۸۲) بدمینتون‌باز اهل ژاپن است.